# Glenea camerunica
Glenea camerunica är en skalbaggsart som beskrevs av Stefan von Breuning 1964. Glenea camerunica ingår i släktet Glenea och familjen långhorningar. Inga underarter finns listade i Catalogue of Life.